# Pudasjärvi och Syväjärvi
Pudasjärvi och Syväjärvi är en sjö i Finland. Den ligger i kommunen Kannonkoski i landskapet Mellersta Finland, i den centrala delen av landet, 300 km norr om huvudstaden Helsingfors. Pudasjärvi och Syväjärvi ligger 129,3 meter över havet. I omgivningarna runt Pudasjärvi och Syväjärvi växer i huvudsak blandskog. Den är 26 meter djup. Arean är 7,71 kvadratkilometer och strandlinjen är 27,97 kilometer lång. Sjön  ingår i Kymmene älvs huvudavrinningsområde. 